# Isna
Isna é uma povoação portuguesa sede da Freguesia de Isna do Município de Oleiros, freguesia com 27,58 km² de área e 151 habitantes (censo de 2021), tendo, por isso, uma densidade populacional de 5,5 hab./km².

## História
Foi elevada a sede de freguesia em 1793, ano em que também se ergueu a Igreja. Além da sede, a Freguesia é constituída pelas povoações de Pedintal, Ribeira de Isna, Vale da Cuba e Vale de Lousa.

## Geografia

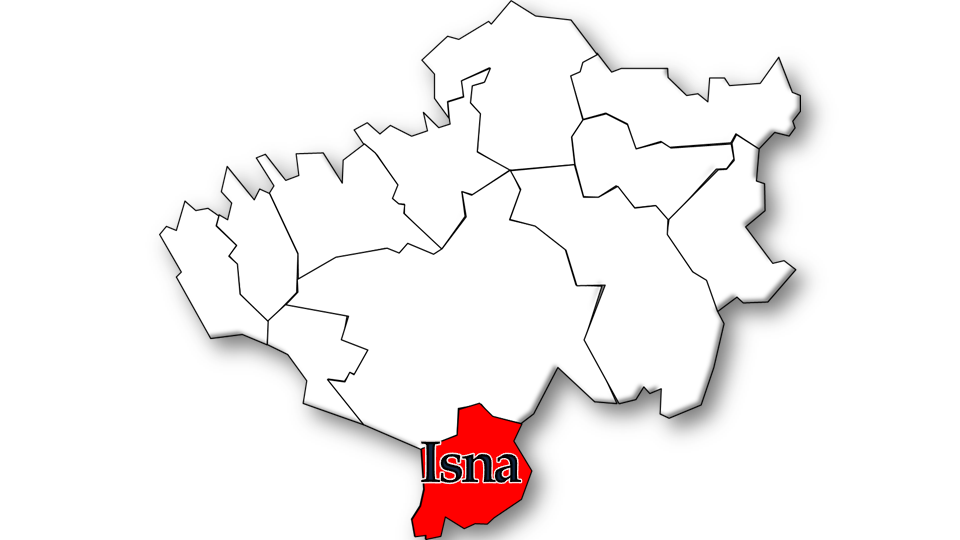
Localização da freguesia no Município de Oleiros

A altitude média é aproximadamente 730 m, situa-se num vale de altitude ao qual o Cabeço Rainho é sobranceiro. A distância à sede do município, a vila de Oleiros, é de 14 km, com Sobreira Formosa a 12 km e Castelo Branco a 61 km.

## Demografia
A população registada nos censos foi:
| Ano  | 0-14 Anos | 15-24 Anos | 25-64 Anos | > 65 Anos |
| 2001 | 17        | 43         | 131        | 113       |
| 2011 | 4         | 15         | 100        | 90        |
| 2021 | 3         | 2          | 47         | 99        |

Toda a região em que Isna se insere tem sofrido com a perda de população. É de prever que, se se mantivesse este ritmo de desertificação humana, em 2033 a freguesia se encontraria totalmente despovoada.

## Economia
Um dos setores económicos em que a freguesia tem maior potencial - para além da exploração florestal - é o sector da cinegética (caça). Esse mesmo potencial é evidente desde épocas remotas, um exemplo é a deslocação no século XIX do Rei D. Carlos  com o intuito de realizar grandes caçadas, pela alta população de veados e nomeadamente na caça ao Javali (Sus scrofa), que ainda é uma espécie cinegética importante na freguesia.
Por outro lado a exploração de parques eólicos é também uma actividade em expansão nesta região.

## Política

### Eleições legislativas[6][7][8]
| Data | %     | %     | %     | %    | %    | %    | %         |
| Data | PSD   | CDS   | PS    | BE   | CDU  | PAN  | Abstenção |
| 2005 | 64,52 | 8,47  | 20,52 | 1,61 | 0,81 |      | 17,78     |
| 2009 | 62,98 | 7,23  | 19,57 | 2,13 | 0,85 |      | 12,54     |
| 2011 | 73,46 | 8,53  | 11,85 | 0,95 | 1,90 | 0,47 | 9,73      |
| 2015 | 68,00 | 68,00 | 13,83 | 3,33 | 2,00 | 0,00 | 23,47     |
| 2019 | 51,88 | 6,02  | 24,81 | 7,88 | 0,75 | 0,75 | 20,83     |

### Eleições presidenciais[9]
| Data                    | %       |
| Data                    | 2016    |
| Marcelo Rebelo de Sousa | 73,97 % |
| Sampaio da Nóvoa        | 10,27 % |
| Marisa Matias           | 5,48 %  |
| Maria de Belém          | 4,11 %  |
| Paulo de Morais         | 2,74 %  |
| Vitorino Silva          | 2,05 %  |

## Património
- Igrejas de Nossa Senhora das Dores e de Santo António (matriz)
- Capela de Nossa Senhora da Confiança
- Fonte das Mulheres
- Moinhos
- Pontes da ribeira da Isna, de Vale de Cuba, da Corga do Moinho, da Várzea Longa e da Azenha
- Trecho da ribeira de Isna e moinhos
- Serra de Alvéolos

## Paisagem
A região da Isna e da Serra de Alvélos estão situadas no denominado Pinhal Interior Sul. Como o próprio nome indica esta região está ligada à exploração florestal do pinheiro bravo (Pinus pinaster Ait.) - embora em épocas anteriores fosse o Castanheiro a dominar a paisagem. A a cultura do milho também é importante junto das povoações da freguesia, prova disso mesmo são os abundantes moinhos de água destinados à moagem daquele cereal existentes na região.
A principal linha de água é a Ribeira da Isna, que mantém uma corrente permanente na generalidade dos estios. Este curso de água forma pequenos açudes, muito apreciados pelos locais e visitantes, de entre os quais se destaca o «Poço da Quinta».
Isna tem muitos soutos de castanheiros e searas de milho.

## Gastronomia
Esta região possui um excelente fumeiro, que se destaca pela sua qualidade, graças à altitude e clima da freguesia.
A cabra, o porco e a galinha, são as principais espécies de criação na região. Da cabra se produzem as duas maiores especialidades da Isna: os maranhos e o excelente queijo de cabra (de casca amarela e estaladiça) que também pode ser consumido como queijo fresco.
O milho é uma das principais culturas agrícolas, e dele se produz a broa de milho, que ao contrário de outras do país, é elaborada exclusivamente com farinha de milho.
Para além das culturas mais extensivas existem também as pequenas hortas onde se produzem excelentes hortícolas, com especial relevo para a chila e para a couve. Estas hortícolas dão origem ao interessante doce de chila e às denominadas couves de monte.

## Histórias curiosas da Isna
O historiador José Hermano Saraiva, no seu programa de televisão «A Alma e a Gente». visitou a Isna e dela contou alguns episódios interessantes, como sejam o facto de D. Carlos ter caído da sua cama (que se teria partido devido ao peso excessivo do monarca) na estadia na Isna. A chegada não terá sido menos atribulada, já que terá sido recebido a aclamações de alguém que disse: «Viva El Rei D. Miguel», o que o monarca e membros da corte terão achado algo peculiar já que se passavam quase 70 anos (uma guerra civil e quatro outros monarcas) após o reinado de D. Miguel.